# 服用
| ウィキペディアには「服用」という見出しの百科事典記事はありません（タイトルに「服用」を含むページの一覧/「服用」で始まるページの一覧）。 代わりにウィクショナリーのページ「服用」が役に立つかもしれません。 |